# Nkasa (île)
L’île Nkasa est une des îles principales du fleuve Congo. Elle est située entre Mbandaka et Irebu en République démocratique du Congo, en aval de Mbandaka.